# روبرت دبليو. سيرفس
روبرت دبليو. سيرفس (بالإنجليزية: Robert W. Service)‏ (16 يناير 1874، برستون في المملكة المتحدة - 11 سبتمبر 1958 في فرنسا)؛ كاتب، مراسل عسكري، شاعر وروائي كندي. درس في جامعة مكغيل.

## روابط خارجية
- روبرت دبليو. سيرفس على موقع IMDb (الإنجليزية)
- روبرت دبليو. سيرفس على موقع الموسوعة البريطانية (الإنجليزية)
- روبرت دبليو. سيرفس على موقع ميوزك برينز (الإنجليزية)
- روبرت دبليو. سيرفس على موقع إن إن دي بي (الإنجليزية)
- روبرت دبليو. سيرفس على موقع قاعدة بيانات الفيلم (الإنجليزية)